# Akademia Bialska im. Jana Pawła II
Akademia Bialska im. Jana Pawła II – polska uczelnia zawodowa w Białej Podlaskiej, utworzona na podstawie rozporządzenia Rady Ministrów z dnia 17 lipca 2000.
Uczelnia działa na podstawie ustawy z dnia 20 lipca 2018 roku – Prawo o szkolnictwie wyższym i nauce (Dz.U. z 2018 r. poz. 1668, z późniejszymi zmianami). W dniu 29 września 2009 zmieniła nazwę z Państwowa Wyższa Szkoła Zawodowa im. Papieża Jana Pawła II na Państwowa Szkoła Wyższa im. Papieża Jana Pawła II. Do 2019 rektorem uczelni był prof. zw. dr hab. Józef Bergier. Od 2019 funkcję tę piastuje prof. dr hab. Jerzy Nitychoruk. 1 czerwca 2023 uczelnia zmieniła nazwę z Akademii Bialskiej Nauk Stosowanych Jana Pawła II na Akademię Bialską im. Jana Pawła II.

## Władze uczelni
- Rektor: prof. dr hab. Jerzy Nitychoruk
- Prorektor ds. kształcenia i studentów: dr Ewelina Niźnikowska
- Prorektor ds. nauki: dr hab. Agnieszka Siedlecka, prof. uczelni
- Prorektor ds. międzynarodowych: dr inż. Tomasz Grudniewski
- Dziekan Wydziału Nauk o Zdrowiu: dr Justyna Paszkiewicz
- Dziekan Wydziału Nauk Społecznych i Humanistycznych: dr Dawid Błaszczak
- Dziekan Wydziału Nauk Ekonomicznych: dr hab. Danuta Guzal-Dec, prof. uczelni
- Dziekan Wydziału Nauk Technicznych: dr inż. Marta Chodyka
- Dziekan Filii w Radzyniu Podlaskim: dr Stanisława Spisacka
- Kanclerz: mgr Justyna Niewińska

## Baza dydaktyczna
Akademia Bialska dysponuje dwoma budynkami dydaktycznymi położonymi w południowo-wschodniej części miasta Biała Podlaska przy ulicy Sidorskiej. Uczelnia posiada krytą pływalnię zlokalizowaną przy głównym budynku rektoratu. W roku akademickim 2012/2013 został oddany do użytku akademik PSW, w którym powstało również Centrum Badań nad Innowacjami. 

## Struktura organizacyjna

### Wydział Nauk o Zdrowiu
- Zakład Dietetyki
- Zakład Pielęgniarstwa (w tym funkcjonuje Monoprofilowe Centrum Symulacji Medycznej)
- Zakład Położnictwa (w tym funkcjonuje Centrum Symulacji Położniczych)
- Zakład Ratownictwa Medycznego
- Zakład Zdrowia Publicznego
- Zakład Fizjoterapii
- Zakład Turystyki i Rekreacji

### Wydział Nauk o Zdrowiu Filia w Radzyniu Podlaskim (od 2022)[3]
- Zakład Pielęgniarstwa
- Zakład Ratownictwa Medycznego

### Wydział Nauk Społecznych i Humanistycznych
- Zakład Neofilologii
- Zakład Pedagogiki
- Zakład Socjologii

### Wydział Nauk Ekonomicznych
- Zakład Zarządzania
- Zakład Ekonomii
- Zakład Finansów i Rachunkowości
- Zakład Bezpieczeństwa Narodowego

### Wydział Nauk Technicznych
- Zakład Informatyki
- Zakład Mechaniki i Budowy Maszyn
- Zakład Budownictwa
- Zakład Rolnictwa
- Zakład Architektury Krajobrazu

### Inne jednostki
- Studium Języków Obcych
- Studium WFiS
- Biblioteka
- Uniwersytet Dziecięcy
- Wydawnictwo uczelniane
- Akademickie Liceum Ogólnokształcące
- Uniwersytet Trzeciego Wieku

### Organizacje studenckie
- Uczelniany Samorząd Studencki
- Klub uczelniany AZS PSW Biała Podlaska
- Koło Naukowe Instytutu Informatyki
- Koło Naukowe Instytutu Rolnictwa
- Koło Naukowe Instytutu Pedagogiki
- Koło Naukowe Instytutu Socjologii
- Koło Naukowe „eRka"
- Kolo Naukowe „Diagnoza"

## Kierunki studiów
Obecnie uczelnia daje możliwość podjęcia nauki na dwudziestu kierunkach humanistycznych oraz ścisłych I i II stopnia oraz studiów jednolitych magisterskich prowadzonych w ramach czterech wydziałów:
- Architektura krajobrazu
- Bezpieczeństwo narodowe
- Budownictwo
- Dietetyka
- Ekonomia
- Filologia (angielska, rosyjska)
- Finanse i Rachunkowość
- Informatyka
- Mechanika i Budowa maszyn
- Pedagogika
- Pedagogika przedszkolna i wczesnoszkolna
- Pielęgniarstwo
- Położnictwo
- Psychologia
- Ratownictwo medyczne
- Rolnictwo
- Socjologia
- Turystyka i Rekreacja
- Zarządzanie
- Zdrowie publiczne.

Kierunki kształcenia podyplomowego:
- Edukacja dla bezpieczeństwa
- Edukacja wczesnoszkolna z informatyką
- Wychowanie przedszkolne z podstawami logopedii
- Pedagogika integracyjna
- Pedagogika resocjalizacyjna
- Doradztwo zawodowe i personalne
- Terapia pedagogiczna z podstawami logopedii
- Zarządzanie instytucjami pomocy społecznej
- Zarządzanie zasobami ludzkimi
- Zarządzanie oświatą
- Kształcenie nauczycieli języka angielskiego
- Kształcenie nauczycieli języka rosyjskiego
- Kształcenie tłumaczy języka angielskiego
- Język angielski w biznesie, obsłudze transgranicznej i lotniczej
- Język rosyjski w biznesie, obsłudze transgranicznej i lotniczej
- Technologia informacyjna i informatyka w szkole
- Grafika komputerowa i multimedia
- Rolnictwo ekologiczne i projektowanie terenów zielonych
- Odnowa biologiczna.

## Uczelnie partnerskie
- Ostfalia Hochschule fur angewandte Wissenschaften Hochschule Braunschweig/Wolfenbüttel, Niemcy
- Brzeski Uniwersytet Państwowy im. Aleksandra Puszkina w Brześciu, Białoruś
- University of Abertay, Dundee, Szkocja
- Sociedad Cooperativa Valencian Juan Comenius, Hiszpania

## Czasopisma
- „Bialski Przegląd Akademicki”